# Etobema
Etobema este un gen de molii din familia Lymantriinae.